# Безнаддувний двигун

Типовий повітряний потік в чотиритактному двигуні:
Під час такту №1 поршні всмоктують (аспірують) повітря в камеру згоряння через відкритий впускний клапан.

Безнаддувний двигун, також відомий як двигун із нормальним наддувом і скорочено N/A або NA, — це двигун внутрішнього згоряння, в якому вхід повітря залежить виключно від атмосферного тиску та не має примусової індукції через турбокомпресор або нагнітач. Багато спортивних автомобілів спеціально використовують атмосферні двигуни, щоб уникнути затримки турбонаддуву.

## Опис
У двигуні без наддуву повітря для згоряння (дизельний цикл у дизельному двигуні або певні типи циклу Отто в бензинових двигунах, а саме безпосереднє вприскування бензину) або повітряно-паливна суміш (традиційні бензинові двигуни з циклом Отто) втягується в двигун. циліндри атмосферним тиском, що діє проти часткового розрідження, яке виникає, коли поршень рухається вниз до нижньої мертвої точки під час такту впуску. Через вроджене обмеження у впускному тракті двигуна, який включає впускний колектор, під час втягування повітря відбувається невелике падіння тиску, що призводить до об’ємної ефективності менше 100 відсотків—і не повний заряд повітря в циліндрі. Щільність повітряного заряду, а отже, максимальна теоретична вихідна потужність двигуна, крім обмеження індукційної системи, також залежить від частоти обертання двигуна та атмосферного тиску, останній з яких зменшується зі збільшенням робочої висоти.
Це на відміну від двигуна з примусовою індукцією, в якому використовується нагнітач з механічним приводом або турбокомпресор з приводом від вихлопу, щоб сприяти збільшенню маси всмоктуваного повітря понад те, що може бути отримано лише за рахунок атмосферного тиску. Закис азоту також можна використовувати для штучного збільшення маси кисню, присутнього у всмоктуваному повітрі. Це досягається впорскуванням рідкого оксиду азоту у впускний отвір, який забезпечує значно більше кисню в заданому об’ємі, ніж це можливо з атмосферним повітрям. Закис азоту становить 36,3% доступного кисню за масою після його розкладання порівняно з атмосферним повітрям на 20,95%. Закис азоту також кипить при −127,3 °F (−88,5 °C) при атмосферному тиску та забезпечує значне охолодження за рахунок прихованої теплоти випаровування, що також сприяє значному збільшенню загальної щільності заряду повітря порівняно з природною аспірацією.
Оскільки двотактний дизельний двигун не здатний до такого природного наддуву, певний метод заряджання циліндрів продувальним повітрям повинен бути інтегрований у конструкцію двигуна. Зазвичай це досягається за допомогою об'ємного повітродувки, що приводиться в рух колінчастим валом. Повітродувка не діє як нагнітач у цьому застосуванні, оскільки її розміри створюють об’єм повітряного потоку, який прямо пропорційний вимогам двигуна для згоряння при заданій потужності та швидкості. Згідно з визначенням Товариства автомобільних інженерів, двотактний дизельний двигун з механічним очищенням вважається безнаддувним.

## Додатки
Більшість автомобільних бензинових двигунів, а також багато невеликих двигунів, що використовуються не для автомобільних цілей, є атмосферними. Більшість сучасних дизельних двигунів, що приводять у рух дорожні транспортні засоби, оснащені турбонаддувом, що забезпечує сприятливіше співвідношення потужності до ваги, вищу криву крутного моменту, а також кращу паливну ефективність і менші викиди вихлопних газів. Турбонаддув є майже універсальним для дизельних двигунів, які використовуються в залізничних, морських двигунах і комерційних стаціонарних установках (наприклад, виробництво електроенергії). Примусова індукція також використовується з поршневими двигунами літаків, щоб звести нанівець частину втрати потужності, яка виникає, коли літак піднімається на більшу висоту.

## Переваги і недоліки
Переваги та недоліки двигуна без наддуву порівняно з двигуном такого ж розміру, що використовує примусову індукцію, включають:

### Переваги
- Простіше в обслуговуванні та ремонті
- Нижчі витрати на розробку та виробництво
- Підвищена надійність, частково завдяки меншій кількості окремих рухомих частин
- Більш пряма реакція на дросель (через відсутність турбозатримки)
- Менша можливість перегріву

### Недоліки
- Зниження ефективності
- Знижене співвідношення потужності до ваги
- Знижений потенціал для налаштування
- Збільшені втрати потужності на більшій висоті (через нижчий тиск повітря) порівняно з двигунами з примусовою індукцією